# Batalla de Argoed Llwyfain
La Batalla de Argoed Llwyfain enfrentó a las fuerzas del Reino de Rheged dirigidas por Urien Rheged y Owain mab Urien con un ejército del Reino de Bernicia mandado por Fflamddwyn ("Portador de la llama").
La mayoría de lo que se sabe acerca de la batalla proviene del poema galés Gwaith Argoed Llwyfain, escrito por el poeta y bardo Taliesin. Presuntamente un sábado, el Fflamddwyn había rodeado la sede de Rheged, exigiendo que el rey Urien Rheged se sometiera y le entregara rehenes. El hijo de Urien Owain y su amigo Cenau rechazaron esta propuesta. Urien entonces se lanzó a la lucha. Fflamddwyn murió en el combate y Rheged quedó temporalmente libre de la amenaza de los anglos.